# Совка довгокрила
Совка довгокрила (Xylena exsoleta) — вид молі родини совків (Noctuidae).

## Опис
Розмах крил 58-68 мм. Довжина передніх крил 24–29 мм. Переднє крило довге і вузьке. Переважно темно-сірий колір, вохриста основа проявляється лише поздовжньою смугою над серединною жилкою, що розширюється, заднє крило темне пухнасте. Поширений в діапазоні Палеарктики. В Центральній Азії вид незначно відрізняється зовнішнім виглядом, його основний колір блідіший, більш попелясто-сірий, з менш чіткими відмітками, все переднє крило коричневе.

## Біологія
Літає моль з вересня по липень залежно від місця розташування.
Личинка зелена, з жовтою спинною і підспинною лініями. дихальцева лінія червона, знизу бліда, з жовтими дихельцями над нею. Личинки є багатоїдними, живляться різними листяними деревами, кущами та трав'янистими рослинами, включаючи зніт, лілію, півники, щавель, молочай, вовчуг, цибулю, капусту та дельфіній.
Гусениці можуть досягати довжини приблизно 60 мм. Вони зелені, з чорними вкрапленнями, білими бічними лініями та помаранчевими мітками. Як і багато подібних видів, вони здійснюють метаморфоз під землею.

## Середовище існування
Вид зустрічається в районі Палеарктики, від  Канарських островів та північно-західної Африки через Європу, Близький Схід і Центральну Азію до Тихого океану і Японії.
Ці метелики віддають перевагу болотистій місцевості та лісистій місцевості.

## Галерея

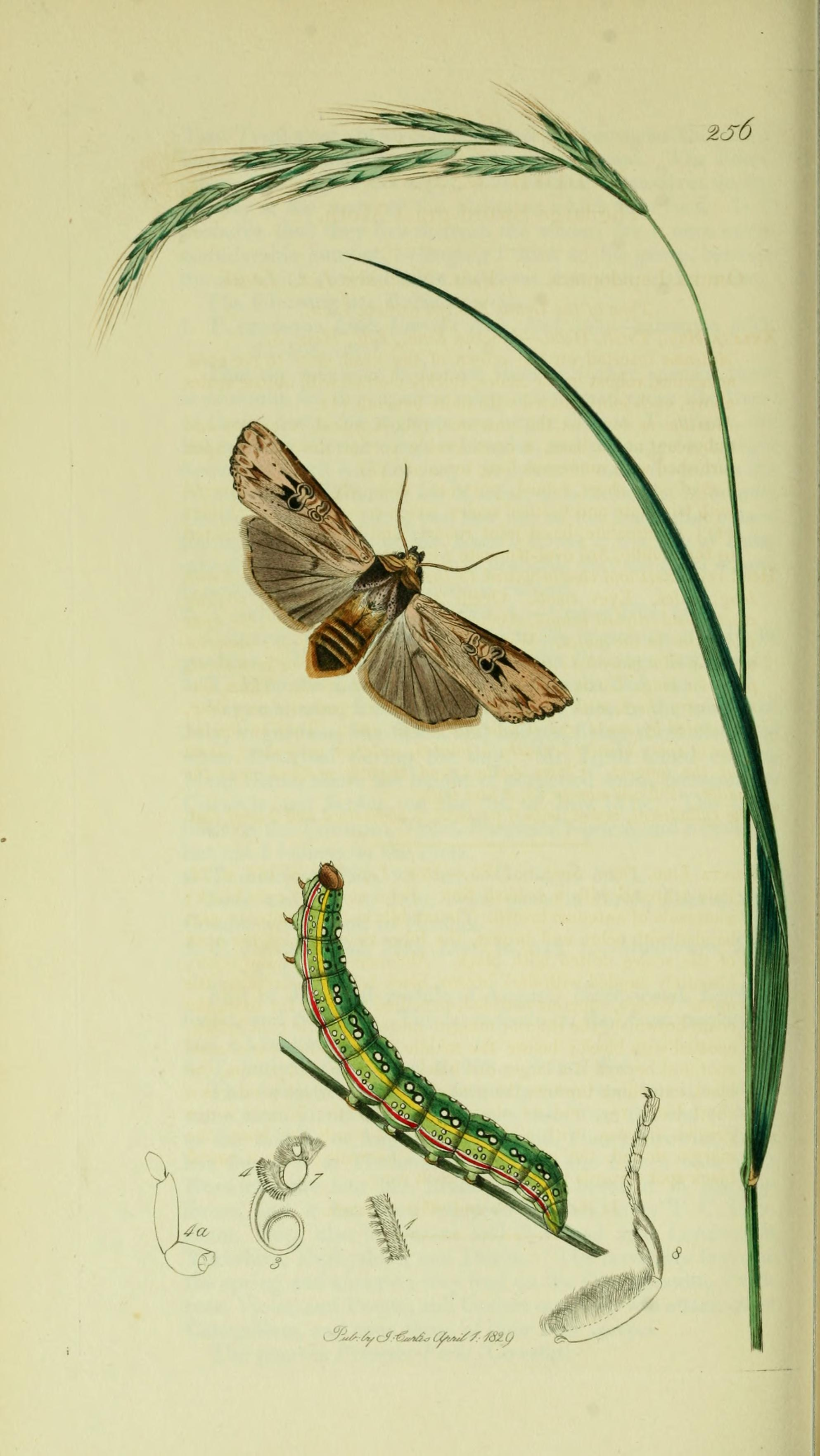
Ілюстрація британського ентомолога Джона Кертіса
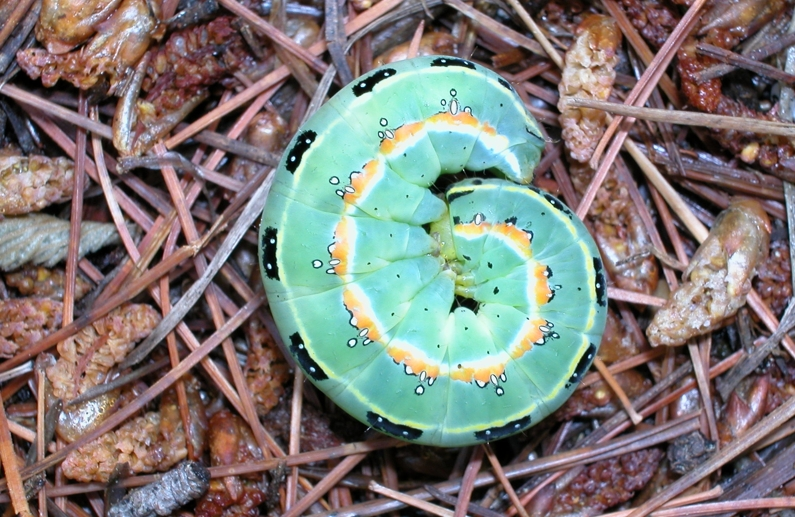
Гусениця
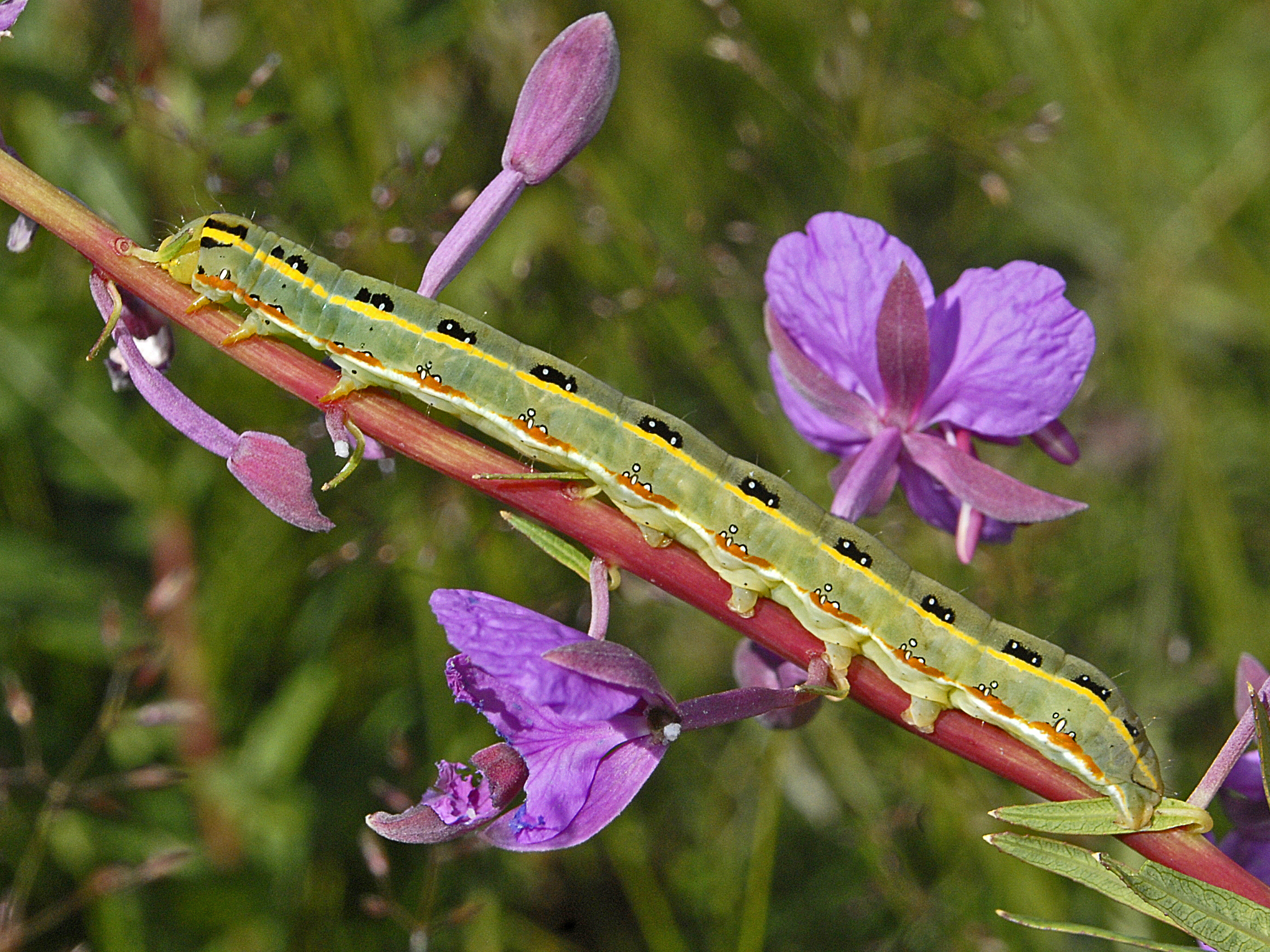
Гусениця